# 함재훈
함재훈(咸在勳, 1917년 10월 24일 강원도 원주 ~ 1984년 8월 26일)은 제3,9대 국회의원을 지낸 대한민국의 정치인이며 언론인이다. 종교는 불교다.

## 약력
- 경복고등학교 졸업
- 서울대학교 법과대학 졸업
- 원주군·영월군 내무과장
- 원주시 시장
- 강원일보 사장
- 춘천문화방송 사장

## 역대 선거 결과
|  | 54.17% |

|  | 37.60% |

|  | 20.56% |

|  | 22.52% |

|  | 0% |